# مزرعة ناصر أباد
مزرعة ناصر أباد هي قرية في مقاطعة أرومية، إيران. عدد سكان هذه القرية هو 217 في سنة 2006.